# Nissan SilEighty

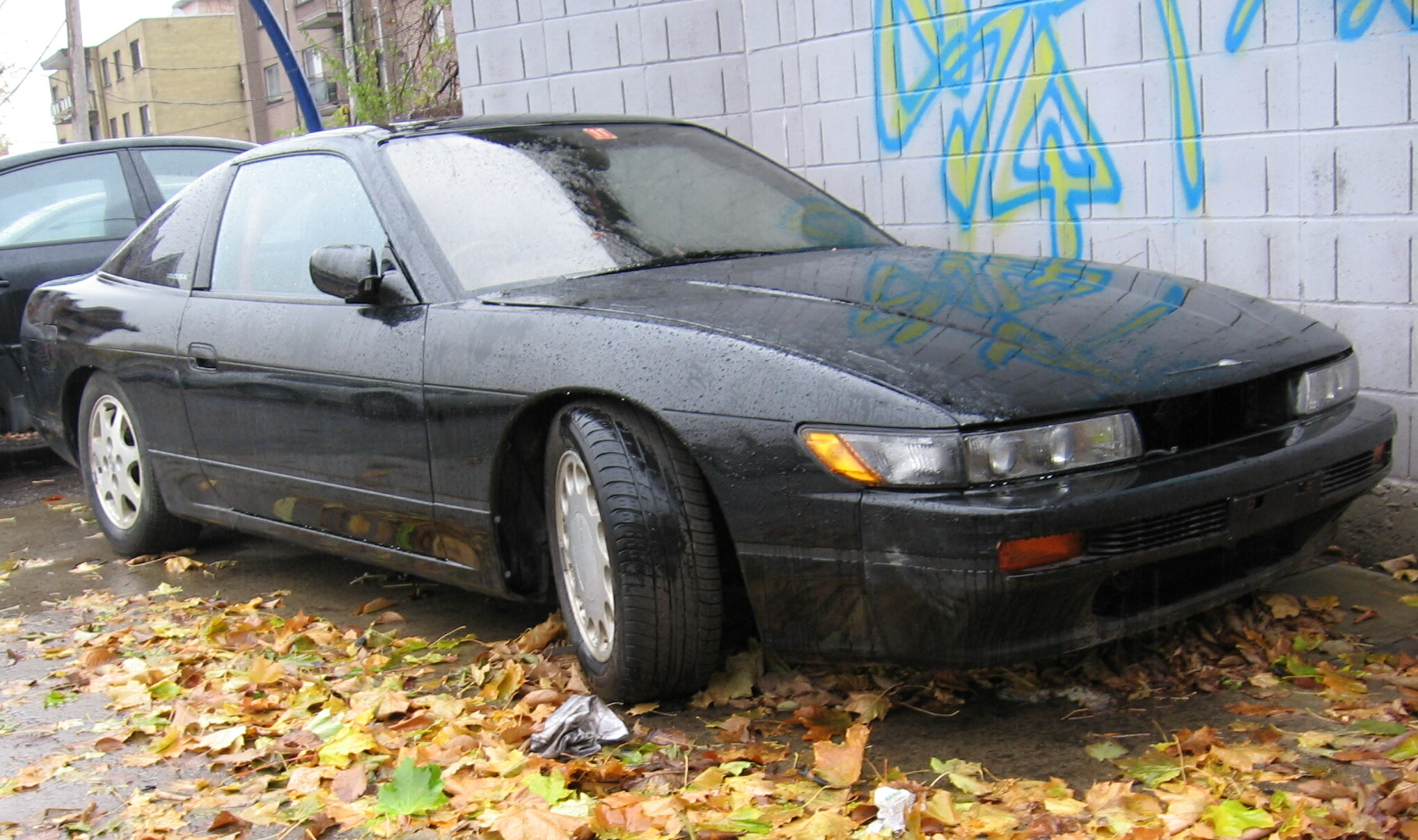
Mașina

Nissan SilEighty (シルエイティ shirueithi?) este un Nissan 180SX⁠(d) echipat cu partea frontală (faruri, bara de protecție, capota etc.) a Nissan Silvia⁠(d), cele două mașini având aceeași bază tehnică (platforma S13, conform codului intern Nissan). Denumirea provine de la numele celor două mașini, „Sil” pentru partea din față și „Eighty” pentru partea din spate.

## Geneză
SilEighty, al cărui nume poate fi scris și Sil80, a fost inițial un 180SX care a suferit avarii la partea frontală, în special în timpul curselor ilegale. Pentru a reduce costul reparațiilor cauzate de farurile retractabile ale mașinilor lor, mulți proprietari au grefat partea frontală a Nissan Silvia⁠(d), care era dotată cu faruri simple și ușoare. Compania japoneză de Tuning⁠(d) Kids Heart s-a inspirat din aceste modificări pentru a crea o serie de 500 de mașini SilEighty, vândute doar în 1998. Aceste mașini, bazate în esență pe modelul 180SX Type-X, se distingeau prin însemnele „SilEighty” de pe hatchback-ul din spate și geamurile sferice, precum și printr-un tuning ușor care a crescut puterea motorului la 230 CP datorită unei noi unități de control electronic și unei creșteri a presiunii de supraalimentare. Suspensia a fost rigidizată, iar diferențialul cu alunecare limitată a fost îmbunătățit.

## Alte variante
În America de Nord, unii proprietari de Nissan 240SX, versiunea americană a 180SX, și-au transformat mașinile importând partea frontală a Nissan Silvias. Unii numesc această conversie „Silforty”, o contracție a lui „Sil” din Silvia și a lui „forty” din 240SX. Cu toate acestea, mulți preferă să folosească denumirea japoneză, care este mai răspândită în presa de specialitate. Coupe-urile și cabrioletele transformate nu sunt considerate SilEighty, deoarece aceste două variante de caroserie sunt considerate a fi Silvia original. Aceasta este în general denumită transformare „Silvia JDM”, JDM însemnând Japan Domestic Market.
Dimpotrivă, grefarea unei părți frontale 180SX pe o Silvia se numește uneori „Onevia” în Japonia, denumirea bazându-se pe același principiu ca SilEighty, „one” însemnând „unu” în engleză. Există, de asemenea, conversii bazate pe 180SX (S13) cu o parte frontală din generațiile ulterioare de Silvia (S14 și S15).

## Cultura populară
- În Initial D, Mako Sato și Sayuki din echipa „Impact Blue” conduc un Nissan SilEighty.
- Multe dintre jocurile Gran Turismo oferă un SilEighty pentru cumpărare sau ca premiu pentru atingerea anumitor obiective.